# Rainer Weiss
Pour les articles homonymes, voir Weiss.
Rainer Weiss est un universitaire américain, d'origine allemande, né le 29 septembre 1932 à Berlin. Ses travaux dans le domaine des ondes gravitationnelles lui valent le Prix Nobel de physique en 2017, qu'il partage avec Barry C. Barish et Kip S. Thorne.